# جون إتش مور
جون إتش مور (بالإنجليزية: John H. Moore)‏ هو عالم إنسان أمريكي، ولد في 27 فبراير 1939 في ويليستون في الولايات المتحدة، وتوفي في 10 أغسطس 2016.